# 脱中心的位置性
脱中心的位置性（exzentrische Positionalität）は、ドイツの哲学者ヘルムート・プレスナーが提唱した概念である。脱中心性（Exzentrizität）とも呼ばれる。1928年に発表された『有機物の諸段階と人間―哲学的人間学入門』の中核をなす考えである。
プレスナーは、生命あるものは自らを取り巻く環境に境界（Grenze）をもって対峙し、自ら境界を引くことを通して外界と不断の交渉を行うと考えた。この生物と自然環境との相互関係を、無生物のそれと対比して際立たせ、生物が環境領野に対して取る位置性・位置形式（Positionalität）から説明しようとする。こうした発想は、特にヤーコプ・フォン・ユクスキュルが提唱した生物学の概念「環境世界」にヒントを得ている。さらにプレスナーは、生命をさまざまな階層に分け、それぞれに特有な位置形式の観点から、植物・動物と人間との本質的差異に迫ろうとする。
プレスナーによれば、人間が環境世界に対してとる位置性は脱中心性である。動物はおのれのうちに意識と中心を有し、環境世界の事象に独自の行動図式をもって対処することができる。ただし、人間以外の動物は＜今・ここ＞という時間的・空間的制約のうちに埋没し、これらと事物とを真に対象化することはできない。一方、人間はこの閉鎖性・中心性（Zentralität）を有するが、同時におのれの中心から離脱し、＜今・ここ＞に対して距離を取り、これらを対象化ことができる。プレスナーのことばに言い換えれば、人間は「消失点」または「眺望点」を自らの背後に持つ。結果として人間は、自我を有し意識の主体として行動することのみならず、自らを客体化し他我の存在を認識することも可能になる。これは、他者の視点や期待を予測し、これらを自分の行為に反映することにもつながる。この考えに従えば、脱中心的位置性は人間に特有の社会形式（プレスナー自身は共同世界と呼んでいる）の根幹を成すものともいえる。
＜今・ここ＞による束縛を免れた人間は、動物に保障された「自然」と本能的な安定性を失い、そのため自らの手で進路を切り開かねばならない。道具を用いて文化を創造する必要に迫られ、「自然的技巧性」（natürliche Künstlichkeit）と「媒介された無媒介性」（vermittelte Unmittelbarkeit）によっておのれを表出することになる。このことが歴史を残す行為につながる、とプレスナーは説明する。人間は、世界の内に自らの本来の場所を持たない「ユートピア的立ち位置」（utopischer Standort）のために、世界根拠または神への信仰という宗教的次元によって「自然」へと還帰せざるをえない。これらが、プレスナーの人間論の骨格をなす見解である。
なお、人間が持つ脱中心的位置性が何に起因するのかという問いには、プレスナーは答えを出していない。